# Centerra Gold
Centerra Gold est une entreprise d'extraction d'or basée à Toronto au Canada.

## Histoire
Elle est fondée en 2004, par la scission des activités d'extraction d'or de Cameco, ce dernier se désengage de ses participations dans Canterra en 2009.
En juillet 2016, Centerra annonce l'acquisition pour 1,1 milliard de dollars dont 900 millions de reprises de dettes de l'entreprise américaine Thompson Creek Metals, possédant notamment des activités en Colombie britannique .

## Activité
Canterra gère :
- Les mines de Kumtor au Kirghizistan

- Les mines de Boroo en Mongolie.

- Les mines de Oksut en Turquie

- Endako, Thompson Creek et Mount Milligan. en Amérique Nord.

- Kemess en Colombie-Britannique

## Principaux actionnaires
Au 18 février 2020:
| Kyrgyzaltyn OJSC                | 26,4% |
| Van Eck Associates              | 9,92% |
| BlackRock Investment Management | 7,68% |
| Dimensional Fund Advisors       | 4,01% |
| Ruffer                          | 3,91% |
| Fidelity Management & Research  | 2,74% |
| M&G Investment Management       | 2,55% |
| Kopernik Global Investors       | 2,20% |
| The Vanguard Group              | 2,05% |
| Wellington Management           | 2,01% |